# インストラクター
インストラクター（英: instructor）とは、工業技術、スポーツの分野において様々な指導を行う立場の者（指導者）を指す。指導者用の教育を経てインストラクターの資格を有することになる。

## インストラクターの種類
- スポーツクラブのインストラクター
  - スポーツクラブでのインストラクター資格は、水泳だと日本水泳連盟、エアロビクスだと日本エアロビック連盟のような公認団体で取得できる。
  - ヨガでは、全米ヨガアライアンスのように指定のスクールで講座を受講し、取得する。クラブでのレッスンが不満足になった者は、1 - 3か月程度のインストラクター養成コースに通い、資格取得を目指すことが多い。インストラクター資格を取得したのち、スポーツクラブの採用日程を確認してオーディションを受け、指導員となる。
- 情報系のインストラクター
  - 情報機器の利用技術を指導するインストラクターには明確な指導者資格はないが、ベンダー系の資格を取得することで「インストラクターとなりうるレベル」と判断されてスクールに雇用される場合が多い。実際にインストラクターとして勤務する人には女性が多く、また一部のスクールでは女性以外のインストラクターを募集しないことがあるといわれ、性別による雇用機会の不均等があるとされる。また、たとえ指導能力や指導経験があっても、ベンダー系資格を持たなければ雇用されにくい一面があり、自主開業するケースもある。